# Боа Жером Сент Уан
Боа Жером Сент Уан (фр. Bois-Jérôme-Saint-Ouen) насеље је и општина у северној Француској у региону Горња Нормандија, у департману Ер која припада префектури Andelys.
По подацима из 2011. године у општини је живело 752 становника, а густина насељености је износила 71,55 становника/km². Општина се простире на површини од 10,51 km². Налази се на средњој надморској висини од 143 метара (максималној 154 m, а минималној 90 m).

## Демографија
| 1962. | 1968. | 1975. | 1982. | 1990. | 1999. | 2011. |
| ----- | ----- | ----- | ----- | ----- | ----- | ----- |
| 298   | 369   | 387   | 452   | 634   | 677   | 752   |

График промене броја становника у току последњих година